# 阪南大学
阪南大学（はんなんだいがく、英語: Hannan University）は、大阪府松原市天美東5-4-33に本部を置く日本の私立大学。1951年創立、1965年大学設置。大学の略称は阪南、阪南大、阪大。
その名称から大阪府阪南市にキャンパスがあると勘違いされることもあるが、メインキャンパスおよび大学本部の所在地は松原市である。

## 建学の精神・理念・目的

### 建学の精神
「すすんで世界に雄飛していくに足る 有能有為な人材、 真の国際商業人の育成」

### 教育目的
教育基本法の精神に則り、学校教育法の定めるところに従い、広く知識を授けるとともに、深く専門の学芸を教授研究し、知的、道徳的及び応用的能力を展開させ、意欲と自主性に満ち、総合的な分析・判断能力をもって国際化・情報化時代に活躍できる人間性豊かな人材を育成すること（学則第1条）

### ミッションステートメント（大学の使命）
阪南大学は、自由と清新の気風のもと、チャレンジ精神旺盛な意欲ある学生を育て、幅広い教養を持つ国際的なビジネスパーソンとして成長させることを使命とします。

## 沿革
- 1939年（昭和14年）1月 - 大鉄工学校創立
- 1941年（昭和16年）
  - 3月 - 財団法人大鉄学院設立
  - 4月 - 大鉄工業学校開校
- 1948年（昭和23年）4月 - 大鉄工業学校を大鉄高等学校に改称（改組）
- 1951年（昭和26年）2月 - 財団法人大鉄学院を学校法人大鉄学園と改称
- 1964年（昭和39年）
  - 1月 - 大学設置準備委員会発足
  - 7月 - 大学設置準備委員会が大学名を阪南大学と決定
- 1965年（昭和40年）
  - 1月 阪南大学産業経済研究所設置
  - 4月 阪南大学開学（商学部商学科）
- 1972年（昭和47年）4月 経済学部経済学科を設置
- 1986年（昭和61年）4月 商学部に経営情報学科を設置。情報処理研究センター設置
- 1994年（平成6年）4月 法人名を学校法人大鉄学園から学校法人阪南大学へ変更
- 1996年（平成8年）4月 商学部を流通学部と経営情報学部に改組
- 1997年（平成9年）4月 国際コミュニケーション学部（文化コミュニケーション学科、国際観光学科）を設置。南キャンパス開設。大学教育研究所設置
- 2000年（平成12年）4月 阪南大学大学院企業情報研究科企業情報専攻修士課程開設
- 2004年（平成16年）4月 国際コミュニケーション学部の文化コミュニケーション学科を国際コミュニケーション学科に改称。阪南大学サテライトを設置。中小企業ベンチャー支援センター開設
- 2010年（平成22年）4月 国際観光学部（国際観光学科）を設置
- 2011年（平成23年）4月 大学教育研究所を廃止し、大学教育センターを設置
- 2014年（平成26年）3月 あべのハルカスキャンパスを開設
- 2024年（令和6年）4月 学部と学科の改組が実施（経済学部を除く）。それに伴い現在[いつ?]の流通学部と経営情報学部が改編され新たに経営学部と総合情報学部へ、国際コミュニケーション学部と国際観光学部が統合され国際学部に変更され、国際観光学部の学生募集については2024年3月をもって停止となった。学部学科の改組に伴い、使用されるキャンパスが本キャンパスのみとなり、国際観光学部が主に使用していた南キャンパスの研究室や教室などの全機能は大学の本キャンパスに移転される[1]が建物自体はそのまま残されている[2]。

## 基礎データ

### 所在地
- 本キャンパス（大阪府松原市天美東5-4-33）
- あべのハルカスキャンパス（大阪市阿倍野区阿倍野筋1-1-43 あべのハルカス23F）

### 象徴
- 校章はHANNANの頭文字「H」をとったもので「リバティ・ウイング」と名づけられている。大きく手を広げ希望に満ちた人をイメージしている。
- スクールカラーはグリーンであり、校章やWebページなどに使用されている。
- 学歌は1964年1月に作成された。作詞は喜志邦三、作曲は平井康三郎。

### 公式マスコットキャラクター
- はぴなん

大学創立50周年を記念して、2013年11月3日に誕生。キャラクターの制作は学生や教職員へのイメージ調査から始まり、数多く寄せられたイラスト原案のなかから人気の高かったキャラクターを選出。
ここから、有名なキャラクターを数多く送り出しているイラストレーターの福本若芽が書きおこし、誰からも愛される可愛いペンギンのキャラクターとして誕生。
学長からプレゼントされた帽子をかぶり、大好きなひまわりを手に、公式シンボルマークのリバティーウィング（自由の翼）のように、地元大阪はもちろん、全国各地へと羽ばたき、イベントや行事、式典などに参加して大学をPRしている。

## 教育および研究

### 組織

#### 学部・コース（2024年4月から）
- 経営学部
  - 経営学科
- 総合情報学部
  - 総合情報学科
- 国際学部
  - 国際コミュニケーション学科
  - 国際観光学科

#### 学部・コース（2024年3月まで）
- 流通学部
  - 流通学科
    - ブランド・マーケティングコース
    - サービスマネジメントコース
    - スポーツマネジメントコース
- 経済学部
  - 経済学科（2018年度入学生より9パッケージから下記の10パッケージに改編）
    - 公務キャリアパッケージ
    - 金融キャリアパッケージ
    - グローバル・キャリアパッケージ
    - ビジネス経済学パッケージ
    - ビジネス統計分析パッケージ
    - ビジネス法パッケージ
    - まちづくりパッケージ
    - くらしの経済パッケージ
    - 日本経済パッケージ
    - グローバル経済パッケージ
- 経営情報学部
  - 経営情報学科
    - 経営・会計コース
      - 企業経営分野
      - 会計財務分野

    - マーケティング・eビジネスコース
      - 統計マーケティング分野
      - グローバルeビジネス分野

    - マルチメディア・システムコース
      - マルチメディアネットワーク分野
      - 情報システムプログラミング分野
- 国際コミュニケーション学部
  - 国際コミュニケーション学科
    - 国際文化領域
    - 国際関係領域
    - メディア領域
    - 心理学領域
- 国際観光学部
  - 国際観光学科
    - 観光文化教育研究領域
    - 観光計画教育研究領域
    - 観光事業教育研究領域

2024年4月に学部学科の改組を実施。経営情報学部と流通学部が統合され、新たに経営学部と総合情報学部が、国際コミュニケーション学部と国際観光学部が統合され国際学部が設置された。国際観光学部の学生募集については2024年3月をもって停止された。

#### 大学院
- 企業情報研究科
  - 企業情報専攻（修士課程）
    - ブランド・マーケティング分野
    - 観光ビジネス分野
    - 情報分野
    - 国際経営分野
    - 経済分析分野

### 教育
- 現代的教育ニーズ取組支援プログラム
  - 実学指向型総合的キャリアシステムの構築
  - 情報技術を活用した双方向教育システムの構築

#### 学内システム
学生生活や学内業務をサポートする学内システム（HInT→阪南UNIPA）を整備している。

#### 国際協定校
- アメリカ
  - ワシントン大学
  - オレゴン大学
- カナダ
  - ウィニペグ大学
  - オカナガン大学
- イギリス
  - ノーザンブリア大学
  - ヨークセントジョン大学
  - リーズ大学
  - エジンバラ大学
- オーストラリア
  - フリンダース大学
- 中華人民共和国
  - 上海交通大学
  - 内蒙古大学
  - 広東外語外貿大学
  - 対外経済貿易大学
- 台湾
  - 高雄餐旅大学
- 大韓民国
  - 慶熙大学
  - 大邱大学

## 学生生活

### 学園祭
大学祭は毎年度11月上旬に3日間にわたって開催される。メインとなる企画は歌手によるコンサート、お笑い芸人によるライブ、俳優・女優によるトークショーなどである。
中庭のステージでは学生による司会で、美人コンテストや歌うま選手権、ダンスショーやビンゴ大会などが行われる。
また、地域住民や子どもが楽しめるよう、毎年子ども向けのイベントが多数開催されている。
- 来場歌手・タレント
  - 2007年：河村隆一・ミニ吉本新喜劇・お笑い芸人３組（サバンナ・アジアン・藤崎マーケット）
  - 2008年：SEAMO・田中圭
  - 2009年：大東俊介・土屋アンナ
  - 2010年：清水翔太・里田まい
  - 2011年：girl next door・竹財輝之助
  - 2012年：ET-KING・桐谷健太
  - 2013年：三浦翔平・ACIDMAN
  - 2014年：かりゆし58
  - 2015年：ナオト・インティライミ
  - 2016年：加藤ミリヤ
  - 2017年：chay
  - 2023年：ベリーグッドマン

### スポーツ
- 硬式野球部（近畿学生野球連盟所属）：2年連続6回目の全日本大学野球選手権大会出場
- サッカー部（関西学生サッカーリーグ所属）：石丸清隆、松岡亮輔、梁勇基、深谷友基、伊野波雅彦などをJリーグ、JFLに輩出している。
- スピードスケート部：西谷岳文（長野五輪 500m 金メダリスト・ショートトラック選手）、小澤美夏（ソルトレークシティオリンピック・トリノオリンピック・バンクーバーオリンピック出場ショートトラック選手）、渡邊啓太（平昌オリンピック出場ショートトラック選手）
- トランポリン部：廣田遥（アテネオリンピック・北京オリンピック出場、全日本選手権10連覇、世界トランポリン選手権日本代表選手）

## 大学組織
- 阪南大学同窓会
- 阪南大学生活協同組合
- 阪南大学後援会（保護者組織）
- 阪南大学学会（全教育職員で組織）
- 阪南大学学生会（全学生で組織）
- 阪南大学学生健康保険互助会

## 施設

### 本キャンパス
- 開設学部・大学院：流通学部・経済学部・経営情報学部・国際コミュニケーション学部・大学院企業情報研究科
- 交通アクセス：近鉄南大阪線河内天美駅から徒歩5分
- 阪南大学の本部事務局は本キャンパスにあり、区域内には大学図書館、GYCホール、コミュニティセンター、大学会館、同窓会館、クラブハウスなどが設置されている。
- 50周年記念館が2014年7月に竣工。
- 2024年4月に新校舎が設置。

### 南キャンパス（1997年4月 - 2024年3月）
- 開設学部：国際観光学部（2024年3月まで。4月からは国際学部として国際コミュニケーション学部と統合。）
- 交通アクセス：近鉄南大阪線河内天美駅から徒歩10分
- 国際コミュニケーション学部と国際観光学部の統合及び国際観光学部の本キャンパス移転により2024年3月をもって使用停止となるが建物自体は本キャンパス移転後も残される。

### あべのハルカスキャンパス
- キャンパス利用目的：「学生支援」「社会連携」「教育情報の発信」
- 交通アクセス：近鉄南大阪線 大阪阿部野橋駅直結・天王寺駅直結

### 食堂
- NAGOMI（和）：本キャンパス3号館1階
- フードコートTAMAKI（環）：本キャンパス3号館1階
- リバティラウンジ：50周年記念館
- カフェテリア：南キャンパス内[注釈 1]

### コンビニ
- ヤマザキショップ

### 学生会館
主な設備：フィットネスルーム、ホールなど

### 高見の里グラウンド
- 2008年1月18日に日本サッカー協会から国際試合認定施設として承認を受けた人工芝グラウンド。阪南大学サッカー部が練習グラウンドとして使用している。

### 羽曳野グラウンド
- 交通アクセス：近鉄南大阪線古市駅下車、近鉄バス（羽曳ヶ丘西五丁目行き）乗車、羽曳ヶ丘西五丁目下車、北へ徒歩3分

## 附属学校
- 阪南大学高等学校

かつては中等部も設置されていたが、廃止された（高等学校のページを参照）

## 著名な出身者・教員

### 出身者
- 東谷義和 - 元参議院議員
- 當間盛夫 - 沖縄県議会議員
- 桂米之助 (4代目) - 落語家
- 西谷岳文 - スピードスケート選手、競輪選手
- 小澤美夏 - スピードスケート選手
- 渡邊啓太 - スピードスケート選手
- 廣田遥 - トランポリン選手
- 橋本秀雄 - 半陰陽者アクティビスト
- 萬谷康平 - プロ野球選手（横浜DeNAベイスターズ）
- 石丸清隆 - 元プロサッカー選手、指導者（アビスパ福岡）- （京都パープルサンガ）- 愛媛FCコーチ、監督
- 持山宜丈 - 元プロサッカー選手（浦和レッズ）
- 橋口勝 - 元プロサッカー選手（セレッソ大阪）
- 加藤清泰 - 元プロサッカー選手（セレッソ大阪）
- 朴永浩 - 元プロサッカー選手（サガン鳥栖）
- 北内耕成 - 元プロサッカー選手（サガン鳥栖）
- 金晃正 - 元プロサッカー選手、指導者（ジェフ市原）- セレッソ大阪U－15コーチ
- 朴成基 - 元プロサッカー選手、指導者（ヴィッセル神戸）- 阪南大学ヘッドコーチ
- 金川幸司 - 元プロサッカー選手、指導者（大宮アルディージャ）- 大宮アルディージャユースコーチ
- 影山貴志 - 元プロサッカー選手（セレッソ大阪）- 佐川急便
- 寺田武史 - 元プロサッカー選手（ザスパ草津）
- 松浦宏治 - 元プロサッカー選手（サンフレッチェ広島）- （ベガルタ仙台）- （東京ヴェルディ）- （ザスパ草津）- ヴィッセル神戸スクールコーチ
- 梁勇基 - 元プロサッカー選手（ベガルタ仙台）
- 深谷友基 - 元プロサッカー選手（愛媛FC）
- 大西容平 - 元プロサッカー選手（カターレ富山）
- 松浦敦史 - 元プロサッカー選手（ヴォルティス徳島）
- 廣瀬浩二 - 元プロサッカー選手（栃木SC）
- 伊野波雅彦（中退） - 元プロサッカー選手（横浜FC）
- 李彰剛 - 元プロサッカー選手（ファジアーノ岡山- ファジアーノ岡山コーチ）
- 寄井憲 - 元プロサッカー選手（松本山雅FC）
- 松岡亮輔 - 元プロサッカー選手（藤枝MYFC）
- 西田剛 - 元プロサッカー選手（愛媛FC）
- 野田紘史 - 元プロサッカー選手（ツエーゲン金沢）
- 吉川健太 - 元プロサッカー選手（MIOびわこ滋賀）
- 小寺優輝 - プロサッカー選手（FCガンジュ岩手）
- 木原正和 - プロサッカー選手（アビスパ福岡）
- 竹重安希彦 - 元プロサッカー選手（SC相模原）
- 東浩史 - 元プロサッカー選手（AC長野パルセイロ）
- 井手口正昭 - 元プロサッカー選手（横浜FC）
- 棚橋雄介 - 元プロサッカー選手（FC琉球）
- 村山拓哉 - プロサッカー選手（KSグバルディア・コシャリン-MKSポゴニ・シュチェチン）
- 井上翔太 - 元プロサッカー選手（FC TIAMO枚方）
- 本多勇喜 - プロサッカー選手（ヴィッセル神戸）
- 飯尾竜太朗 - プロサッカー選手（V・ファーレン長崎）
- 工藤光輝 - 元プロサッカー選手（グルージャ盛岡）
- 可児壮隆 - プロサッカー選手（ガイナーレ鳥取）
- 二見宏志 - 元プロサッカー選手（V・ファーレン長崎）
- 泉澤仁 - プロサッカー選手（FC岐阜）
- 窪田良 - プロサッカー選手（SC相模原）
- 原田直樹 - 元プロサッカー選手（ツエーゲン金沢）
- 香川勇気 - プロサッカー選手（大分トリニータ）
- 多木理音 - プロサッカー選手（アルビレックス新潟シンガポール -FKボケリ(モンテネグロ1部)）
- 河田篤秀 - プロサッカー選手（ザスパ群馬）
- 成田恭輔 - プロサッカー選手（SC相模原）
- 松下佳貴 - プロサッカー選手（ベガルタ仙台）
- 八久保颯 - 元プロサッカー選手（ロアッソ熊本）
- 外山凌 - プロサッカー選手（松本山雅FC）
- 大本祐槻 - プロサッカー選手（ロアッソ熊本）
- 甲斐健太郎 - プロサッカー選手（FC岐阜）
- 前田央樹 - プロサッカー選手（ヴェルスパ大分）
- 新井幹人 - プロサッカー選手（東京ユナイテッドFC）
- 重廣卓也 - プロサッカー選手（徳島ヴォルティス）
- 脇坂泰斗 - プロサッカー選手（川崎フロンターレ）
- 山口一真 - プロサッカー選手（松本山雅FC）
- 藤原奏哉 - プロサッカー選手（アルビレックス新潟）
- 和田凌 - プロサッカー選手（サガン鳥栖）
- 長谷川隼 - プロサッカー選手（カマタマーレ讃岐）
- 大野佑哉 - プロサッカー選手（AC長野パルセイロ）
- 奥山洋平 - プロサッカー選手（レノファ山口FC）
- 名良橋拓真 - プロサッカー選手（いわてグルージャ盛岡）
- 髙田椋汰 - プロサッカー選手 (ベガルタ仙台)
- 真瀬拓海 - プロサッカー選手 (ベガルタ仙台)
- 工藤蒼生 - プロサッカー選手 (ベガルタ仙台)
- 長尾強司 - プロバスケットボール選手（bjリーグ・高松ファイブアローズ）
- コシバKEN - （中退）ミュージシャン（ET-KING）
- NoRi - ミュージシャン（ET-KING）元メンバー（現在[いつ?]は脱退）
- 流田豊 - ミュージシャン（流田Project）ヴォーカル、ギター
- 穴澤淳 - ミュージシャン（流田Project）ギター
- 桃山竜 - ミュージシャン（流田Project）ベース
- 栗川雅裕 - ミュージシャン（流田Project）ドラム
- 兼光タカシ - お笑い芸人（プラス・マイナス）
- むらきゃみ - お笑い芸人（Aマッソ）